# Rom in Iraq
I Kawliya, Qawliya o Awaz, Keche-Hjälp ( in arabo كاولية or كاولي‎? ), noti anche come Zott e Ghorbati, è una comunità in Iraq di origine indiana, stimata in oltre 60.000 persone. Oggi parlano principalmente l'arabo, mentre il loro etnoletto è un misto di persiano, curdo e turco, parlato solo dalle generazioni più anziane.
Le tribù più grandi sono Bu-Baroud, Bu-Swailem, Bu-Helio, Bu-Dakhil, Bu-Akkar, Bu-Murad, Bu-Thanio, Bu-Shati, Al-Farahedah, Al-Mtairat, Bu-Khuzam, Bu -Abd, Bu-Nasif, Bu-Delli e Al-Nawar. La loro occupazione principale è l'intrattenimento e il piccolo commercio.
I Kawliya emigrarono dall'India circa 1.000 anni fa. Sotto il regime di Saddam Hussein, vivevano in pace con gli altri gruppi etnici dell'Iraq.
Kawliya è anche il nome di un ex villaggio nel Governatorato di Al Qādisiyyah vicino a Al Diwaniyah, situato a circa 100 miglia a sud-est di Baghdad, dove vivono.